# Okręg wyborczy Buteshire
Okręg wyborczy Buteshire powstał w 1832 r. i wysyłał do brytyjskiej Izby Gmin jednego deputowanego. Okręg obejmował hrabstwo Buteshire w Szkocji. Został zlikwidowany w 1918 r.

## Deputowani do brytyjskiej Izby Gmin z okręgu Buteshire
- 1832–1833: Charles Stuart
- 1833–1842: William Rae
- 1842–1859: James Stuart-Wortley, wigowie
- 1859–1865: David Mure
- 1865–1865: George Boyle
- 1865–1868: James Lamont
- 1868–1880: Charles Dalrymple, Partia Konserwatywna
- 1880–1880: Thomas Russell
- 1880–1885: Charles Dalrymple, Partia Konserwatywna
- 1885–1891: James Robertson
- 1891–1905: Andrew Murray, Partia Konserwatywna
- 1905–1910: Norman Lamont
- 1910–1918: Harry Hope